# Damlataş
Damlataş Mağarası ist eine Stalaktitengrotte in Alanya. Sie wurde 1948 bei Hafenarbeiten entdeckt. Die ersten Untersuchungen leitete ein Bürger Alanyas, Galip Dere. Er hatte aus Deutschland von der heilenden Wirkung der Höhlenluft gehört und ließ in entsprechenden Untersuchungen die heilende Wirkung auf das Atmungssystem bestätigen. Er erhielt die Erlaubnis, den Eingangsbereich zu vergrößern und sandte anschließend Fotos an Zeitungen in der ganzen Türkei. In der Höhle herrschen konstant 23 Grad bei hoher Luftfeuchtigkeit.